# Pea Ridge (Arkansas)
Pea Ridge – miasto w Stanach Zjednoczonych, w stanie Arkansas, w hrabstwie Benton.